# Pyrrosia confluens
Pyrrosia confluens är en stensöteväxtart som först beskrevs av Robert Brown, och fick sitt nu gällande namn av Ren-Chang Ching. Pyrrosia confluens ingår i släktet Pyrrosia och familjen Polypodiaceae. Utöver nominatformen finns också underarten P. c. dielsii.

## Bildgalleri

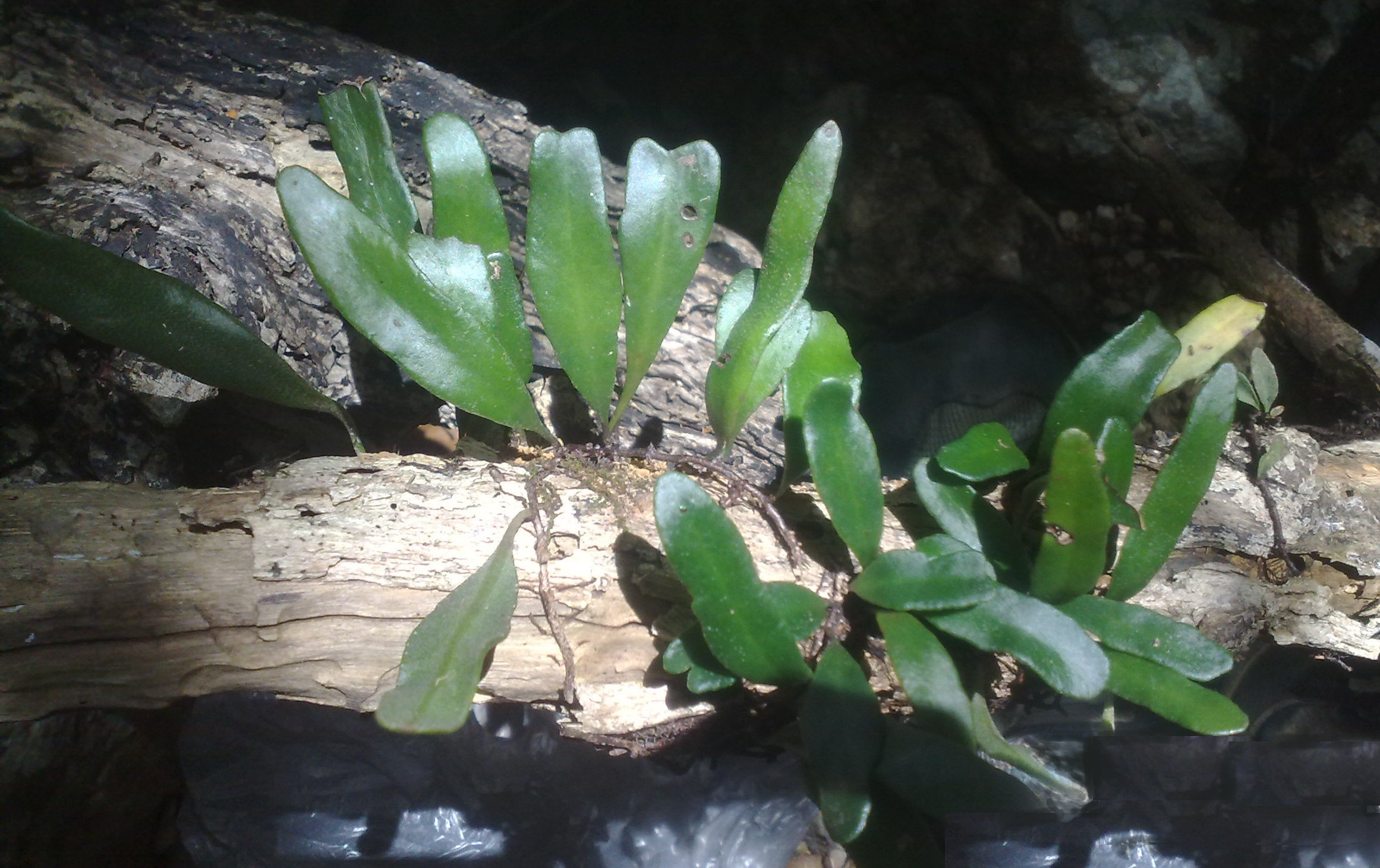